# Wochdżaberd
Wochdżaberd – wieś w Armenii, w prowincji Kotajk. W 2011 roku liczyła 838 mieszkańców.